# دانشگاه انتونین
دانشگاه انتونین (به عربی: الجامعة الأنطونیة) یک دانشگاه خصوصی در لبنان است که در بعبدا، لبنان واقع شده‌است.